# 제네바신학대학원대학교
제네바신학대학원대학교(제네바神學大學院大學校, Geneva Theological Seminary)는 경기도 파주시에 있는 대학원대학교로 대한예수장로회(제신)에서 운영하는 신학교이다. 1946년 부산에서 개교한 고려신학교의 전통을 따라 개혁주의 목회자 양성을 목적으로 한다.

## 연혁
- 2017년 3월 1일: 옛 서울제일대학원대학교 자리에 고려신학교를 개편하여 개교[1]
- 2017년 4월 13일: 경기도 파주시 파평면 파산서원길 64-68로 교사이전[2]

## 교육편제
- 목회학과

## 교육 방침상의 특징

### 설립 이념
1. 신구약 성경이 하나님의 말씀이며 신앙과 본분에 정확무오한 유일의 법칙임을 믿고 그대로 가르치며,
2. 또한 장로교 원본 신조인 웨스트민스터 신앙고백서(Westminster Confession of Faith)의 교리대로 교리와 신학을 가르치고 지키게 하며,
3. 신전(神前)인격자로서 신학 및 생활을 순결케 할 교역자 양성을 설립이념으로 한다.[3]

### 교육 목적
1. 삼위일체 하나님을 바로 알고, 사랑하고, 섬기는 예배적 인격자
2. 하나님의 형상인 사람을 이해하고, 도우며, 그리스도를 전하는 인화협동적인 인격자
3. 자기의 존재의의와 특수한 사명을 자각하며 자기의 선 자리에서 맡은 일에 충성하는 문화적인 인격자 양성을 목적으로 한다.

## 같이 보기
- 제네바신학대학원대학교 도서관
- 대한예수교장로회(제신)
- 고려파